# Rezerwat przyrody Zacisze
Rezerwat przyrody Zacisze – rezerwat torfowiskowy położony na terenie gminy Przewóz w powiecie żarskim (województwo lubuskie).
Obszar chroniony utworzony został 4 stycznia 2013 r. na podstawie Zarządzenia nr 57/2012 Regionalnego Dyrektora Ochrony Środowiska w Gorzowie Wielkopolskim z dnia 18 grudnia 2012 r. w sprawie uznania za rezerwat przyrody (Dz. Urz. Woj. Lub. z dnia 20.12.2012 r. poz. 2826). Typ i podtyp jego ekosystemu został określony Zarządzeniem Regionalnego Dyrektora Ochrony Środowiska w Gorzowie Wielkopolskim z dnia 14 października 2015 r. zmieniającym zarządzenie w sprawie uznania za rezerwat przyrody (Dz. Urz. Woj. Lub. z dnia 15.10.2015 r., poz. 1752).
Rezerwat nie ma na razie planu ochrony, posiada natomiast obowiązujące zadania ochronne, na podstawie których jego obszar objęty jest ochroną czynną.

## Położenie
Rezerwat ma powierzchnię 19,81 ha, jest otoczony otuliną o powierzchni 25,71 ha, obejmuje teren dawnego wyrobiska torfu. Leży na terenie obszaru ewidencyjnego Jamno (dz. nr 103, 102, 295, 104, 101, 296), około 2 km na północ od Jamna i około 2 km na wschód od Bucza. W jego pobliżu leży rowerowy szlak turystyczny. Rezerwat leży w granicach dwóch obszarów sieci Natura 2000: obszaru specjalnej ochrony ptaków „Bory Dolnośląskie” PLB020005 oraz specjalnego obszaru ochrony siedlisk „Przygiełkowiska koło Gozdnicy” PLH080055.

## Charakterystyka
Cel ochrony w rezerwacie stanowi zachowanie zbiorowisk roślinności bagiennej i torfowiskowej. Na jego terenie znajdują się stanowiska takich roślin jak: ponikło wielołodygowe (Eleocharis multicaulis), przygiełka brunatna (Rhynchospora fusca), wrzosiec bagienny (Erica tetralix), rosiczka pośrednia (Drosera intermedia), rosiczka okrągłolistna (Drosera rotundifolia), pływacz drobny (Utricularia minor) i bagno zwyczajne (Ledum palustre).